# Joan Baez/Diskografie
Diese Diskografie ist eine Übersicht über die musikalischen Werke der US-amerikanischen Folksängerin Joan Baez. Den Schallplattenauszeichnungen zufolge hat sie bisher mehr als 4,4 Millionen Tonträger verkauft, davon alleine in ihrer Heimat über vier Millionen. Ihre erfolgreichste Veröffentlichung ist das Debütalbum Joan Baez mit über 560.000 verkauften Einheiten.

## Alben

### Studioalben
| Jahr | Titel                      | Höchstplatzierung, Gesamtwochen, AuszeichnungChartplatzierungen (Jahr, Titel, Platzierungen, Wochen, Auszeichnungen, Anmerkungen) | Höchstplatzierung, Gesamtwochen, AuszeichnungChartplatzierungen (Jahr, Titel, Platzierungen, Wochen, Auszeichnungen, Anmerkungen) | Höchstplatzierung, Gesamtwochen, AuszeichnungChartplatzierungen (Jahr, Titel, Platzierungen, Wochen, Auszeichnungen, Anmerkungen) | Höchstplatzierung, Gesamtwochen, AuszeichnungChartplatzierungen (Jahr, Titel, Platzierungen, Wochen, Auszeichnungen, Anmerkungen) | Höchstplatzierung, Gesamtwochen, AuszeichnungChartplatzierungen (Jahr, Titel, Platzierungen, Wochen, Auszeichnungen, Anmerkungen) | Anmerkungen |
| Jahr | Titel                      | DE | AT | CH | UK | US | Anmerkungen |
| ---- | -------------------------- | --- | --- | --- | --- | --- | --- |
| 1961 | Joan Baez, Vol. 2          | — | — | — | — | US13 Gold · (125 Wo.)US | Erstveröffentlichung: September 1961 Produzent: Maynard Solomon                                                     |
| 1962 | Joan Baez                  | DE38 (4 Wo.)DE | — | — | UK9 Silber · (18 Wo.)UK | US15 Gold · (140 Wo.)US | Erstveröffentlichung: Oktober 1960 Produzent: Maynard Solomon Charteintritt in US erst 1962, in DE und UK erst 1965 |
| 1964 | Joan Baez / 5              | — | — | — | UK3 (27 Wo.)UK | US12 (66 Wo.)US | Erstveröffentlichung: Oktober 1964 Produzent: Maynard Solomon                                                       |
| 1965 | Farewell, Angelina         | DE30 (2 Wo.)DE | — | — | UK5 (23 Wo.)UK | US10 (27 Wo.)US | Erstveröffentlichung: Oktober 1965 Produzent: Maynard Solomon                                                       |
| 1967 | Joan                       | — | — | — | — | US38 (20 Wo.)US | Erstveröffentlichung: August 1967 Produzent: Maynard Solomon                                                        |
| 1968 | Baptism                    | — | — | — | — | US84 (25 Wo.)US | Erstveröffentlichung: Juni 1968 Produzent: Maynard Solomon                                                          |
| 1969 | Any Day Now                | — | — | — | — | US30 Gold · (20 Wo.)US | Erstveröffentlichung: Dezember 1968 Produzent: Maynard Solomon                                                      |
| 1969 | David’s Album              | — | — | — | — | US36 (14 Wo.)US | Erstveröffentlichung: Mai 1969 Produzent: Maynard Solomon                                                           |
| 1970 | One Day at a Time          | — | — | — | — | US80 (14 Wo.)US | Erstveröffentlichung: Januar 1970 Produzent: Maynard Solomon                                                        |
| 1971 | Blessed Are …              | — | — | — | — | US11 Gold · (23 Wo.)US | Erstveröffentlichung: Juli 1971 Produzent: Norbert Putnam                                                           |
| 1971 | Carry It On                | — | — | — | — | US164 (5 Wo.)US | Erstveröffentlichung: Dezember 1971 Soundtrack zum gleichnamigen Film Produzent: Christopher Knight                 |
| 1972 | Come from the Shadows      | — | — | — | — | US48 (24 Wo.)US | Erstveröffentlichung: Mai 1972 Produzent: Joan Baez                                                                 |
| 1973 | Where Are You Now, My Son? | — | — | — | — | US138 (9 Wo.)US | Erstveröffentlichung: März 1973 Produzenten: Joan Baez, Norbert Putnam, Henry Lewy                                  |
| 1975 | Diamonds & Rust            | — | — | — | — | US11 Gold · (46 Wo.)US | Erstveröffentlichung: April 1975 Produzent: David Kershenbaum                                                       |
| 1976 | Gulf Winds                 | — | — | — | — | US62 (17 Wo.)US | Erstveröffentlichung: Oktober 1976 Produzent: David Kershenbaum                                                     |
| 1977 | Blowin’ Away               | — | — | — | — | US54 (14 Wo.)US | Erstveröffentlichung: Juni 1977 Produzenten: David Kershenbaum, Bernard Gelb                                        |
| 1979 | Honest Lullaby             | — | — | — | — | US113 (7 Wo.)US | Erstveröffentlichung: Juli 1979 Produzent: Barry Beckett                                                            |
| 2008 | Day After Tomorrow         | DE95 (1 Wo.)DE | — | — | UK100 (1 Wo.)UK | US128 (1 Wo.)US | Erstveröffentlichung: 9. September 2008 Produzent: Steve Earle                                                      |
| 2018 | Whistle Down the Wind      | DE8 (8 Wo.)DE | AT23 (2 Wo.)AT | CH13 (5 Wo.)CH | UK47 (1 Wo.)UK | US88 (3 Wo.)US | Erstveröffentlichung: 2. März 2018 Produzent: Joe Henry                                                             |

grau schraffiert: keine Chartdaten aus diesem Jahr verfügbar
Weitere Studioalben
- 1959: Folksingers ’Round Harvard Square‘ (mit Bill Wood und Ted Alevizos)
- 1966: Noël
- 1971: Sacco e Vanzetti (mit Ennio Morricone; Soundtrack des Films Sacco und Vanzetti)
- 1972: Silent Running (mit Peter Schickele; Soundtrack des Films Lautlos im Weltraum)
- 1974: Gracias a la Vida / Here’s to Life
- 1987: Recently
- 1989: Speaking of Dreams
- 1992: Play Me Backwards
- 1997: Gone from Danger
- 2003: Dark Chords on a Big Guitar

### Livealben
| Jahr | Titel                        | Höchstplatzierung, Gesamtwochen, AuszeichnungChartplatzierungen (Jahr, Titel, Platzierungen, Wochen, Auszeichnungen, Anmerkungen) | Höchstplatzierung, Gesamtwochen, AuszeichnungChartplatzierungen (Jahr, Titel, Platzierungen, Wochen, Auszeichnungen, Anmerkungen) | Höchstplatzierung, Gesamtwochen, AuszeichnungChartplatzierungen (Jahr, Titel, Platzierungen, Wochen, Auszeichnungen, Anmerkungen) | Anmerkungen |
| Jahr | Titel                        | DE | UK | US | Anmerkungen |
| ---- | ---------------------------- | --- | --- | --- | --- |
| 1962 | Joan Baez in Concert         | — | — | US10 Gold · (114 Wo.)US | Erstveröffentlichung: September 1962 Aufnahme: US-Tournee, 1962 Produzent: Maynard Solomon                                                   |
| 1963 | Joan Baez in Concert, Part 2 | DE25 (6 Wo.)DE | UK8 (19 Wo.)UK | US7 (36 Wo.)US | Erstveröffentlichung: November 1963 Aufnahme: US-Tournee, April/Mai 1963 Produzent: Maynard Solomon Charteintritt in DE erst im Februar 1966 |
| 1976 | From Every Stage             | — | — | US34 (17 Wo.)US | Erstveröffentlichung: Januar 1976 Aufnahme: US-Tournee, 1975 Produzent: David Kershenbaum                                                    |
| 2016 | 75th Birthday Celebration    | DE45 (4 Wo.)DE | — | — | Erstveröffentlichung: Juni 2016 |

Weitere Livealben
- 1964: Joan Baez in San Francisco
- 1969: Joan Baez in Italy
- 1976: Live in Japan
- 1980: European Tour
- 1984: Live Europe ’83 – Children of the Eighties (Aufnahme: Europa-Tournee, 1983)
- 1988: Diamonds & Rust in the Bullring (Aufnahme: Bilbao, Spanien, 1988)
- 1995: Ring Them Bells (Aufnahme: The Bottom Line, New York, 1995)
- 1996: Live at Newport (Aufnahme: 1963–1965)
- 2005: Bowery Songs (Aufnahme: Bowery Ballroom, New York, 6. November 2004)
- 2014: Newport Folk Festival 1968

### Kompilationen
| Jahr | Titel                     | Höchstplatzierung, Gesamtwochen, AuszeichnungChartplatzierungen (Jahr, Titel, Platzierungen, Wochen, Auszeichnungen, Anmerkungen) | Höchstplatzierung, Gesamtwochen, AuszeichnungChartplatzierungen (Jahr, Titel, Platzierungen, Wochen, Auszeichnungen, Anmerkungen) | Höchstplatzierung, Gesamtwochen, AuszeichnungChartplatzierungen (Jahr, Titel, Platzierungen, Wochen, Auszeichnungen, Anmerkungen) | Anmerkungen                         |
| Jahr | Titel                     | DE | UK | US | Anmerkungen                         |
| ---- | ------------------------- | --- | --- | --- | ----------------------------------- |
| 1963 | Best of Joan Baez         | — | — | US45 (26 Wo.)US | Erstveröffentlichung: November 1963 |
| 1966 | Joan Baez Songs           | DE35 (1 Wo.)DE | — | — | Erstveröffentlichung: Oktober 1966  |
| 1970 | The First 10 Years        | — | UK41 (1 Wo.)UK | US73 (11 Wo.)US | Erstveröffentlichung: Oktober 1970  |
| 1972 | The Joan Baez Ballad Book | — | — | US188 (7 Wo.)US | Erstveröffentlichung: Dezember 1972 |
| 1973 | Hits / Greatest & Others  | — | — | US163 (8 Wo.)US | Erstveröffentlichung: Juni 1973     |
| 1981 | Ihre schönsten Lieder     | DE4 (15 Wo.)DE | — | — | Erstveröffentlichung: Oktober 1981  |

Weitere Kompilationen
- 1967: Portrait of Joan Baez
- 1968: The Best of Joan Baez
- 1972: Greatest Hits
- 1974: The Contemporary Ballad Book
- 1976: The Joan Baez Lovesong Album
- 1976: Golden Hour Presents Joan Baez
- 1977: Best of Joan C. Baez
- 1979: The Joan Baez Country Music Album
- 1979: Satisfied Mind (Box mit 4 LPs)
- 1980: Spotlight on Joan Baez (2 LPs)
- 1981: Songbook (Box mit 3 LPs)
- 1982: Early Joan Baez, Vol. 1
- 1982: Early Joan Baez, Vol. 2
- 1982: We Shall Overcome
- 1986: Joan Baez: Classics
- 1987: Imagine
- 1987: The Joan Baez Ballad Book, Vol. 2
- 1990: It Ain’t Me Babe
- 1991: Brothers in Arms
- 1993: Rare, Live & Classic (Box mit 3 CDs)
- 1996: Diamonds (2 CDs)
- 1997: Really the Best (2 CDs)
- 2000: Best of Joan Baez: The Millennium Collection
- 2003: The Complete A&M Recordings
- 2005: The Best of the Vanguard Years
- 2009: How Sweet the Sound
- 2011: Queen of Folk Music: The Legend Begins
- 2011: Songbird (2 CDs)
- 2012: The First Lady of Folk 1958–1961 (4 Alben auf 2 CDs)
- 2012: Trilogy (3 CDs)
- 2012: Beginnings
- 2014: Introducing (2 LPs)
- 2015: Diamantes
- 2015: Folk Hits & Rarities (10 mp3-Files)
- 2015: The Absolutely Essential 3 CD Collection (3 CDs)
- 2016: Three Classic Albums Plus (2 CDs)
- 2017: Birth of a Folk Legend

## Singles
| Jahr | Titel Album                                                   | Höchstplatzierung, Gesamtwochen, AuszeichnungChartplatzierungen (Jahr, Titel, Album, Platzierungen, Wochen, Auszeichnungen, Anmerkungen) | Höchstplatzierung, Gesamtwochen, AuszeichnungChartplatzierungen (Jahr, Titel, Album, Platzierungen, Wochen, Auszeichnungen, Anmerkungen) | Höchstplatzierung, Gesamtwochen, AuszeichnungChartplatzierungen (Jahr, Titel, Album, Platzierungen, Wochen, Auszeichnungen, Anmerkungen) | Anmerkungen                                                                                                   |
| Jahr | Titel Album                                                   | DE | UK | US | Anmerkungen                                                                                                   |
| ---- | ------------------------------------------------------------- | --- | --- | --- | --- |
| 1963 | We Shall Overcome Joan Baez in Concert, Part 2                | — | UK26 (10 Wo.)UK | US90 (1 Wo.)US | Erstveröffentlichung: Oktober 1963 Volkslied                                                                  |
| 1965 | There but for Fortune Joan Baez / 5                           | — | UK8 (12 Wo.)UK | US50 (7 Wo.)US | Erstveröffentlichung: Juni 1965 Autor: Phil Ochs                                                              |
| 1965 | It’s All Over Now, Baby Blue Farewell, Angelina               | — | UK22 (8 Wo.)UK | — | Erstveröffentlichung: August 1965 Autor und Original: Bob Dylan, 1965                                         |
| 1965 | Farewell, Angelina                                            | — | UK35 (4 Wo.)UK | — | Erstveröffentlichung: Dezember 1965 Autor: Bob Dylan                                                          |
| 1966 | Pack Up Your Sorrows –                                        | — | UK50 (1 Wo.)UK | — | Erstveröffentlichung: Juni 1966 Autoren: Pauline Marden, Richard Fariña Original: Mimi & Richard Fariña, 1965 |
| 1969 | Love Is Just a Four-Letter Word Any Day Now                   | — | — | US86 (4 Wo.)US | Erstveröffentlichung: April 1969 Autor: Bob Dylan                                                             |
| 1971 | The Night They Drove Old Dixie Down Blessed Are …             | — | UK6 (12 Wo.)UK | US3 Gold · (15 Wo.)US | Erstveröffentlichung: Juli 1971 Autor: Robbie Robertson Original: The Band, 1969                              |
| 1971 | Let It Be Blessed Are …                                       | — | — | US49 (8 Wo.)US | Erstveröffentlichung: Oktober 1971 Autoren: John Lennon, Paul McCartney Original: The Beatles, 1970           |
| 1972 | In the Quiet Morning (For Janis Joplin) Come from the Shadows | — | — | US69 (8 Wo.)US | Erstveröffentlichung: Juni 1972 Autor: Mimi Fariña Original: Mimi Fariña & Tom Jans, 1971                     |
| 1975 | Blue Sky Diamonds & Rust                                      | — | — | US57 (5 Wo.)US | Erstveröffentlichung: Juni 1975 Autor: Richard Betts Original: Allman Brothers, 1972                          |
| 1975 | Diamonds and Rust Diamonds & Rust                             | — | — | US35 (11 Wo.)US | Erstveröffentlichung: August 1975 Autor: Joan Baez                                                            |

Weitere Singles
- 1961: Banks of the Ohio
- 1962: Lonesome Road
- 1963: What Have They Done to the Rain
- 1963: With God on Our Side
- 1966: The Little Drummer Boy
- 1967: Be Not Too Hard
- 1969: If I Knew
- 1970: No Expectations
- 1971: Maria Dolores
- 1971: Here’s to You
- 1971: Rejoice in the Sun
- 1972: Will the Circle Be Unbroken
- 1972: Song of Bangladesh
- 1972: Deportee (Plane Wreck at Los Gatos)
- 1972: Tumbleweed
- 1973: Best of Friends
- 1973: Less Than the Song
- 1974: Forever Young
- 1976: Please Come to Boston
- 1976: Never Dreamed You’d Leave in Summer
- 1976: Caruso
- 1977: O Brother!
- 1977: I’m Blowin’ Away
- 1977: Time Rag
- 1979: Light a Light
- 1979: Honest Lullaby
- 1980: No Woman, No Cry
- 1981: Blowin’ in the Wind
- 1983: For the Children of the Eighties
- 1984: Kinder (sind so kleine Hände)
- 1988: The Crimes of Cain
- 1988: Biko
- 1990: Hand to Mouth
- 1992: Stones in the Road
- 1993: Play Me Backwards
- 1995: No Mermaid
- 2009: Luv Is the Foundation (mit Rocker-T; EP)

## Videoalben
- 2004: Live at Sing Sing (mit B. B. King und anderen; Aufnahme: Sing Sing)
- 2004: Three Voices: Live in Concert (mit Mercedes Sosa und Konstantin Wecker)
- 2005: Three Worlds, Three Voices, One Vision (mit Mercedes Sosa und Konstantin Wecker)
- 2006: Life Peace: Concert Clips
- 2006: I Shall Be Released: In Concert (mit B. B. King)
- 2016: Joan Baez 75th Birthday Celebration

## Statistik

### Chartauswertung
|                     | DE    | AT    | CH    | UK    | US     |
| ------------------- | ----- | ----- | ----- | ----- | ------ |
| Nummer-eins-Alben   | DE—DE | AT—AT | CH—CH | UK—UK | US—US  |
| Top-10-Alben        | DE2DE | AT—AT | CH—CH | UK4UK | US3US  |
| Alben in den Charts | DE8DE | AT1AT | CH1CH | UK7UK | US26US |

|                       | DE    | UK    | US    |
| --------------------- | ----- | ----- | ----- |
| Nummer-eins-Singles   | DE—DE | UK—UK | US—US |
| Top-10-Singles        | DE—DE | UK2UK | US1US |
| Singles in den Charts | DE—DE | UK6UK | US8US |

### Auszeichnungen für Musikverkäufe
| Platin-Schallplatte - Frankreich - 1984: für das Album Live Europe ’83 – Children of the Eighties |

Anmerkung: Auszeichnungen in Ländern aus den Charttabellen bzw. Chartboxen sind in ebendiesen zu finden.
| Land/RegionAuszeichnungen für Musikverkäufe (Land/Region, Auszeichnungen, Verkäufe, Quellen) | Silber  | Gold     | Platin  | Verkäufe  | Quellen     |
| -------------------------------------------------------------------------------------------- | ------- | -------- | ------- | --------- | ----------- |
| Frankreich (SNEP)                                                                            | —       | —        | Platin1 | 400.000   | infodisc.fr |
| Vereinigte Staaten (RIAA)                                                                    | —       | 7× Gold7 | —       | 4.000.000 | riaa.com    |
| Vereinigtes Königreich (BPI)                                                                 | Silber1 | —        | —       | 60.000    | bpi.co.uk   |
| Insgesamt                                                                                    | Silber1 | 7× Gold7 | Platin1 |           |             |